# Donghaibron

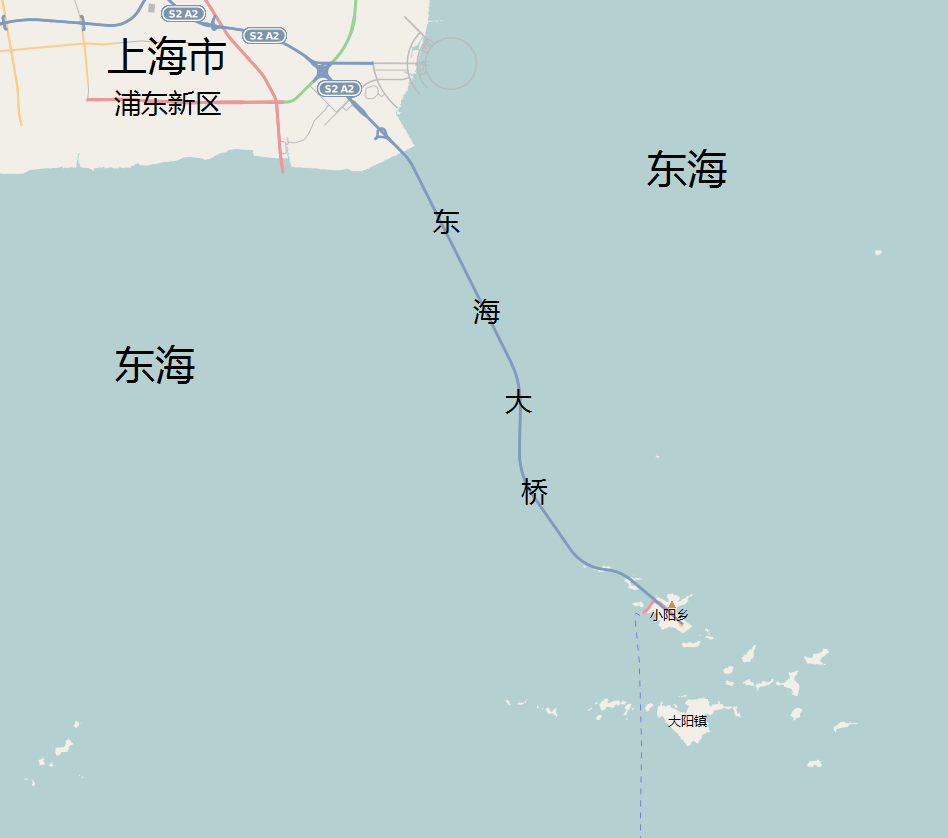
Karta över Donghaibron

Donghaibron (förenklad kinesiska: 东海大桥, traditionell kinesiska: 東海大橋, pinyin: Dōnghǎi Dàqiáo) var världens längsta bro över vatten innan Bron över Hangzhoubukten öppnades år 2008. Donghaibron påbörjades i juni 2002, färdigställdes i oktober 2005 och öppnades för trafik i december samma år. Dess bredd är 31,5 meter och dess totala längd är 32,5 kilometer. Bron förbinder Shanghais fastland med Yangshans djuphamn på en ö i Hangzhoubukten sydost om Shanghai. Huvuddelen av Donghaibron är en lågbro, men vissa avsnitt är snedkabelbroar som ger stora fartyg möjlighet att passera. Brons största spännvidd är 420 meter. Av säkerhetsskäl är bron S-formad.